# Ромненский сельсовет
Ро́мненский сельсове́т — упразднённое сельское поселение в Ромненском районе Амурской области.
Административный центр — село Ромны.
Законом от 22 мая 2020 года № 529-ОЗ упразднён в результате преобразования района в муниципальный округ.

## История
29 ноября 2004 года в соответствии Законом Амурской области № 382-ОЗ муниципальное образование наделено статусом сельского поселения. 
Законом Амурской области от 26 апреля 2013 года № 183-ОЗ в Ромненский сельсовет был включён упразднённый Калиновский сельсовет (село Калиновка).

## Население
| 2002  | 2010  | 2011  | 2012  | 2013  | 2014  | 2015  |
| ----- | ----- | ----- | ----- | ----- | ----- | ----- |
| 3549  | ↘3084 | ↘3062 | ↘2987 | ↘2958 | ↗3163 | ↘3142 |
| 2016  | 2017  | 2018  |       |       |       |       |
| ↘3109 | ↘3090 | ↘3021 |       |       |       |       |

## Состав сельского поселения
| № | Населённый пункт | Тип населённого пункта       | Население |
| - | ---------------- | ---------------------------- | --------- |
| 1 | Калиновка        | село                         | ↘192      |
| 2 | Ромны            | село, административный центр | ↘2685     |